# Brachistosternus
Brachistosternus là một chi bọ cạp trong họ Bothriuridae B. ehrenbergii là loài lớn nhất trong chi này

## Các loài
Brachistosternus gồm 16 loài trong 03 phân chi, phân bố ở Argentina, Bolivia, Brazil, Chile, Colombia, Ecuador, Paraguay, and Peru
- Brachistosternus aconcagua Ojanguren Affilastro & Luisa-Scioscia, 2007
- Brachistosternus alienus Lönnberg, 1898
- Brachistosternus andinus Chamberlin, 1916
- Brachistosternus angustimanus Ojanguren Affilastro & Roig Alsina, 2001
- Brachistosternus artigasi Cekalovic, 1974
- Brachistosternus castroi Mello-Leitão, 1940
- Brachistosternus cekalovici Ojanguren Affilastro, 2005
- Brachistosternus cepedai Ojanguren Affilastro et al., 2007
- Brachistosternus chango Ojanguren Affilastro et al., 2007
- Brachistosternus chilensis Kraepelin, 1911
- Brachistosternus coquimbo Ojanguren Affilastro et al., 2007
- Brachistosternus donosoi Cekalovic, 1974
- Brachistosternus ehrenbergii (Gervais, 1841)
- Brachistosternus ferrugineus (Thorell, 1876)
- Brachistosternus galianoae Ojanguren Affilastro, 2002
- Brachistosternus holmbergi Carbonell, 1923 [nomen dubium]
- Brachistosternus intermedius Lönnberg, 1902
- Brachistosternus kamanchaca Ojanguren Affilastro et al., 2007
- Brachistosternus kovariki Ojanguren Affilastro, 2003
- Brachistosternus mattonii Ojanguren Affilastro, 2005
- Brachistosternus montanus Roig Alsina, 1977
- Brachistosternus multidentatus Maury, 1984
- Brachistosternus negrei Cekalovic, 1975
- Brachistosternus ninapo Ochoa, 2004
- Brachistosternus ochoai Ojanguren Affilastro, 2004
- Brachistosternus paulae Ojanguren Affilastro, 2003
- Brachistosternus pegnai Cekalovic, 1969
- Brachistosternus pentheri Mello-Leitão, 1931
- Brachistosternus perettii Ojanguren Affilastro & Mattoni, 2006
- Brachistosternus peruvianus Toledo Piza, 1974
- Brachistosternus piacentinii Ojanguren Affilastro, 2003
- Brachistosternus prendini Ojanguren Affilastro, 2003
- Brachistosternus quiscapata Ochoa & Acosta, 2002
- Brachistosternus roigalsinai Ojanguren Affilastro, 2002
- Brachistosternus sciosciae Ojanguren Affilastro, 2002
- Brachistosternus simoneae Lourenço, 2000
- Brachistosternus telteca Ojanguren Affilastro, 2000
- Brachistosternus titicaca Ochoa & Acosta, 2002
- Brachistosternus turpuq Ochoa, 2002
- Brachistosternus weyenberghi (Thorell, 1876)
- Brachistosternus zambrunoi Ojanguren Affilastro, 2002